# Diskografie Zayna Malika
Toto je seznam vydané diskografie anglického zpěváka Zayna.

## Studiová alba
| Název                                                                                   | Detaily o albu                                               | Umístění v hitparádách | Umístění v hitparádách | Umístění v hitparádách | Umístění v hitparádách | Umístění v hitparádách | Umístění v hitparádách | Umístění v hitparádách | Umístění v hitparádách | Umístění v hitparádách | Umístění v hitparádách | Prodeje                                   | Certifikace                                                                   |
| Název                                                                                   | Detaily o albu                                               | UK                     | AUS                    | CAN                    | DEN                    | FRA                    | IRE                    | ITA                    | NZ                     | SWE                    | US                     | Prodeje                                   | Certifikace                                                                   |
| --------------------------------------------------------------------------------------- | ------------------------------------------------------------ | ---------------------- | ---------------------- | ---------------------- | ---------------------- | ---------------------- | ---------------------- | ---------------------- | ---------------------- | ---------------------- | ---------------------- | ----------------------------------------- | ----------------------------------------------------------------------------- |
| Mind of Mine                                                                            | - Vydáno: 25. března 2016 - Vydavatelství: RCA               | 1                      | 1                      | 1                      | 9                      | 3                      | 2                      | 1                      | 1                      | 1                      | 1                      | - UK: 103,000 - CAN: 11,000 - US: 112,000 | - BPI: Gold - FIMI: Platinum - IFPI DEN: Gold - MC: Platinum - RIAA: Platinum |
| Icarus Falls                                                                            | - Vydáno: 14. prosince 2018 - Vydavatelství: RCA             | 77                     | 60                     | 24                     | 26                     | 101                    | 97                     | 65                     | —                      | 30                     | 61                     | - CAN: 40,000 - US: 17,000                | - BPI Silver - MC: Gold - RIAA: Gold                                          |
| Nobody Is Listening                                                                     | - Vydáno: 15. ledna 2021 - Vydavatelství: RCA                | 17                     | 10                     | 21                     | —                      | 108                    | 32                     | 8                      | 31                     | 20                     | 44                     | - US: 15,000                              |                                                                               |
| Room Under the Stairs                                                                   | - Vydáno: 17. května 2024 - Vydavatelství: Mercury, Republic | 3                      | 16                     | —                      | —                      | 29                     | 26                     | 38                     | 38                     | —                      | 15                     | - US: 29,000                              |                                                                               |
| "—" značí, že se nahrávka neumístila v hitparádách nebo v tomto území ani nebyla vydána |                                                              |                        |                        |                        |                        |                        |                        |                        |                        |                        |                        |                                           |                                                                               |

## Mixtapy
| Název       | Detaily                                                |
| ----------- | ------------------------------------------------------ |
| Yellow Tape | - Vydáno: 13. září 2021 - Vydavatelství: samovydavatel |

## Singly

### Jako hlavní umělec
| Název                                                                                   | Rok  | Umístění v hitparádách | Umístění v hitparádách | Umístění v hitparádách | Umístění v hitparádách | Umístění v hitparádách | Umístění v hitparádách | Umístění v hitparádách | Umístění v hitparádách | Umístění v hitparádách | Umístění v hitparádách | Certifikace | Album                     |
| Název                                                                                   | Rok  | UK                     | AUS                    | CAN                    | DEN                    | FRA                    | IRE                    | ITA                    | NZ                     | SWE                    | US                     | Certifikace | Album                     |
| --------------------------------------------------------------------------------------- | ---- | ---------------------- | ---------------------- | ---------------------- | ---------------------- | ---------------------- | ---------------------- | ---------------------- | ---------------------- | ---------------------- | ---------------------- | --- | ------------------------- |
| "Pillowtalk"                                                                            | 2016 | 1                      | 1                      | 1                      | 5                      | 4                      | 1                      | 3                      | 1                      | 1                      | 1                      | - BPI: 2× Platinum - ARIA: 4× Platinum - FIMI: 2× Platinum - GLF: 3× Platinum - IFPI DEN: Platinum - MC: 4× Platinum - RIAA: 5× Platinum - RMNZ: 2× Platinum - SNEP: Platinum | Mind of Mine              |
| "Like I Would"                                                                          | 2016 | 30                     | 31                     | 23                     | —                      | 117                    | 32                     | 57                     | 38                     | 39                     | 55                     | - BPI: Silver - ARIA: Platinum - FIMI: Gold - GLF: Gold - MC: Platinum - RIAA: Gold                                                                                           | Mind of Mine              |
| "Wrong" (feat. Kehlani)                                                                 | 2016 | 118                    | —                      | 96                     | —                      | —                      | —                      | —                      | —                      | —                      | —                      | | Mind of Mine              |
| "I Don't Wanna Live Forever" (s Taylor Swift)                                           | 2016 | 5                      | 3                      | 2                      | 2                      | 4                      | 4                      | 5                      | 4                      | 1                      | 2                      | - BPI: 2× Platinum - ARIA: 7× Platinum - FIMI: 3× Platinum - GLF: Platinum - IFPI DEN: Platinum - MC: 2× Platinum - RIAA: 4× Platinum - RMNZ: Platinum - SNEP: Diamond        | Padesát odstínů temnoty   |
| "Still Got Time" (feat. PartyNextDoor)                                                  | 2017 | 24                     | 20                     | 22                     | —                      | 36                     | 30                     | 70                     | 32                     | 39                     | 66                     | - BPI: Gold - ARIA: Platinum - MC: Platinum - RIAA: Gold | Icarus Falls              |
| "Dusk Till Dawn" (feat. Sia)                                                            | 2017 | 5                      | 6                      | 5                      | 2                      | 2                      | 4                      | 6                      | 8                      | 2                      | 44                     | - BPI: 2× Platinum - ARIA: 4× Platinum - FIMI: 3× Platinum - GLF: 5× Platinum - IFPI DEN: Gold - MC: 2× Platinum - RIAA: 2× Platinum - RMNZ: Platinum - SNEP: Diamond         | Icarus Falls              |
| "Let Me"                                                                                | 2018 | 20                     | 29                     | 33                     | 26                     | 74                     | 42                     | 82                     | 32                     | 34                     | 73                     | - BPI: Silver - ARIA: Gold - RMNZ: Gold - RIAA: Gold | Icarus Falls              |
| "Entertainer"                                                                           | 2018 | 95                     | —                      | —                      | —                      | —                      | —                      | —                      | —                      | —                      | —                      | | Icarus Falls              |
| "Sour Diesel"                                                                           | 2018 | —                      | —                      | —                      | —                      | —                      | —                      | —                      | —                      | —                      | —                      | | Icarus Falls              |
| "Too Much" (feat. Timbaland)                                                            | 2018 | 79                     | —                      | —                      | —                      | —                      | 89                     | —                      | —                      | —                      | —                      | | Icarus Falls              |
| "Fingers"                                                                               | 2018 | —                      | —                      | —                      | —                      | —                      | —                      | —                      | —                      | —                      | —                      | | Icarus Falls              |
| "No Candle No Light" (feat. Nicki Minaj)                                                | 2018 | —                      | 95                     | —                      | —                      | —                      | —                      | —                      | —                      | —                      | —                      | | Icarus Falls              |
| "Trampoline" (Remix) (se Shaed)                                                         | 2019 | —                      | 27                     | —                      | —                      | —                      | —                      | —                      | 9                      | 64                     | —                      | - ARIA: 2× Platinum - GLF: Gold - IFPI DEN: Gold - RMNZ: Platinum | Melt (Deluxe) a High Dive |
| "Flames" (s R3hab a Jungleboi)                                                          | 2019 | —                      | —                      | —                      | —                      | 124                    | —                      | —                      | —                      | —                      | —                      | | Singl bez alb             |
| "Better"                                                                                | 2020 | 58                     | 89                     | 59                     | —                      | —                      | 56                     | —                      | —                      | 51                     | 89                     | | Nobody Is Listening       |
| "Vibez"                                                                                 | 2021 | 50                     | 70                     | 83                     | —                      | —                      | 31                     | —                      | —                      | —                      | —                      | | Nobody Is Listening       |
| "To Begin Again" (s Ingrid Michaelson)                                                  | 2021 | —                      | —                      | —                      | —                      | —                      | —                      | —                      | —                      | —                      | —                      | | Singly bez alb            |
| "Angel" (s Jimi Hendrix)                                                                | 2022 | —                      | —                      | —                      | —                      | —                      | —                      | —                      | —                      | —                      | —                      | | Singly bez alb            |
| "Love Like This"                                                                        | 2023 | 36                     | —                      | 71                     | —                      | —                      | 57                     | —                      | —                      | 59                     | —                      | | Singly bez alb            |
| "What I Am"                                                                             | 2024 | 89                     | —                      | —                      | —                      | —                      | —                      | —                      | —                      | —                      | —                      | | Room Under the Stairs     |
| "Alienated"                                                                             | 2024 | —                      | —                      | —                      | —                      | —                      | —                      | —                      | —                      | —                      | —                      | | Room Under the Stairs     |
| "Stardust"                                                                              | 2024 | —                      | —                      | —                      | —                      | —                      | —                      | —                      | —                      | —                      | —                      | | Room Under the Stairs     |
| "—" značí, že se nahrávka neumístila v hitparádách nebo v tomto území ani nebyla vydána |      |                        |                        |                        |                        |                        |                        |                        |                        |                        |                        | |                           |

### Jako vedlejší umělec
| Název                                                                                   | Rok  | Umístění v hitparádách | Umístění v hitparádách | Umístění v hitparádách | Umístění v hitparádách | Umístění v hitparádách | Umístění v hitparádách | Umístění v hitparádách | Certifikace                | Album          |
| Název                                                                                   | Rok  | UK                     | AUS                    | FRA                    | IRE                    | NZ                     | POR                    | SWE                    | Certifikace                | Album          |
| --------------------------------------------------------------------------------------- | ---- | ---------------------- | ---------------------- | ---------------------- | ---------------------- | ---------------------- | ---------------------- | ---------------------- | -------------------------- | -------------- |
| "Back to Sleep" (Remix) (Chris Brown feat. Usher a Zayn)                                | 2016 | —                      | —                      | —                      | —                      | —                      | —                      | —                      |                            | Singly bez alb |
| "Cruel" (Snakehips feat. Zayn)                                                          | 2016 | 33                     | 34                     | 147                    | 55                     | 32                     | 89                     | 89                     | - ARIA: Gold - BPI: Silver | Singly bez alb |
| "Freedun" (M.I.A. feat. Zayn)                                                           | 2016 | —                      | —                      | —                      | —                      | —                      | —                      | —                      |                            | AIM            |
| "Rumors" (Sabrina Claudio feat. Zayn)                                                   | 2019 | —                      | —                      | —                      | —                      | —                      | —                      | —                      |                            | Truth Is       |
| "Tu Hai Kahan" (AUR feat. Zayn)                                                         | 2024 | —                      | —                      | —                      | —                      | —                      | —                      | —                      |                            | Singl bez alb  |
| "—" značí, že se nahrávka neumístila v hitparádách nebo v tomto území ani nebyla vydána |      |                        |                        |                        |                        |                        |                        |                        |                            |                |

### Promo singly
| Název                                                                                   | Rok  | Umístění v hitparádách | Umístění v hitparádách | Umístění v hitparádách | Umístění v hitparádách | Umístění v hitparádách | Umístění v hitparádách | Umístění v hitparádách | Umístění v hitparádách | Umístění v hitparádách | Umístění v hitparádách | Certifikace             | Album               |
| Název                                                                                   | Rok  | UK                     | AUS                    | CAN                    | FRA                    | IRE                    | ITA                    | NZ Hot                 | POR                    | SWE                    | US                     | Certifikace             | Album               |
| --------------------------------------------------------------------------------------- | ---- | ---------------------- | ---------------------- | ---------------------- | ---------------------- | ---------------------- | ---------------------- | ---------------------- | ---------------------- | ---------------------- | ---------------------- | ----------------------- | ------------------- |
| "It's You"                                                                              | 2016 | 48                     | 38                     | 71                     | 65                     | 74                     | 95                     | —                      | 49                     | 97                     | 59                     |                         | Mind of Mine        |
| "Befour"                                                                                | 2016 | 85                     | 86                     | 61                     | 164                    | 98                     | 98                     | —                      | 51                     | —                      | —                      |                         | Mind of Mine        |
| "Don't Matter (Remix)" (s August Alsina)                                                | 2018 | —                      | —                      | —                      | —                      | —                      | —                      | —                      | —                      | —                      | —                      |                         | Promo singl bez alb |
| "Rainberry"                                                                             | 2018 | —                      | —                      | —                      | —                      | —                      | —                      | 33                     | —                      | —                      | —                      |                         | Icarus Falls        |
| "Good Years"                                                                            | 2018 | —                      | —                      | —                      | —                      | —                      | —                      | 16                     | —                      | —                      | —                      |                         | Icarus Falls        |
| "There You Are"                                                                         | 2018 | —                      | —                      | —                      | —                      | —                      | —                      | 15                     | —                      | —                      | —                      |                         | Icarus Falls        |
| "A Whole New World (End Title)" (se Zhavia)                                             | 2019 | 68                     | 73                     | 89                     | —                      | 59                     | —                      | 8                      | —                      | —                      | —                      | - MC: Gold - RIAA: Gold | Aladin              |
| "—" značí, že se nahrávka neumístila v hitparádách nebo v tomto území ani nebyla vydána |      |                        |                        |                        |                        |                        |                        |                        |                        |                        |                        |                         |                     |

## Další umístěné písně
| Název                                                                                   | Rok  | Umístění v hitparádách | Umístění v hitparádách | Umístění v hitparádách | Umístění v hitparádách | Umístění v hitparádách | Umístění v hitparádách | Umístění v hitparádách | Umístění v hitparádách | Album               |
| Název                                                                                   | Rok  | UK                     | CAN                    | FRA                    | ITA                    | NZ Hot                 | POR                    | SWE Heat.              | US Bub.                | Album               |
| --------------------------------------------------------------------------------------- | ---- | ---------------------- | ---------------------- | ---------------------- | ---------------------- | ---------------------- | ---------------------- | ---------------------- | ---------------------- | ------------------- |
| "Mind of Mine (Intro)"                                                                  | 2016 | —                      | —                      | —                      | —                      | —                      | 92                     | —                      | —                      | Mind of Mine        |
| "She"                                                                                   | 2016 | 84                     | 92                     | —                      | 80                     | —                      | 42                     | 1                      | 8                      | Mind of Mine        |
| "Drunk"                                                                                 | 2016 | 124                    | —                      | —                      | —                      | —                      | 58                     | —                      | —                      | Mind of Mine        |
| "Rear View"                                                                             | 2016 | 165                    | —                      | —                      | —                      | —                      | 72                     | —                      | —                      | Mind of Mine        |
| "Fool for You"                                                                          | 2016 | 149                    | —                      | —                      | —                      | —                      | 60                     | —                      | —                      | Mind of Mine        |
| "Bordersz"                                                                              | 2016 | —                      | —                      | —                      | —                      | —                      | 95                     | —                      | —                      | Mind of Mine        |
| "TIO"                                                                                   | 2016 | 160                    | —                      | —                      | —                      | —                      | 67                     | —                      | —                      | Mind of Mine        |
| "Who"                                                                                   | 2016 | —                      | —                      | 144                    | —                      | —                      | —                      | —                      | —                      | Krotitelé duchů     |
| "Back to Life"                                                                          | 2018 | —                      | —                      | —                      | —                      | 40                     | —                      | —                      | —                      | Icarus Falls        |
| "Outside"                                                                               | 2021 | —                      | —                      | —                      | —                      | 32                     | —                      | —                      | —                      | Nobody Is Listening |
| "Connexion"                                                                             | 2021 | —                      | —                      | —                      | —                      | 19                     | —                      | —                      | —                      | Nobody Is Listening |
| "Tightrope"                                                                             | 2021 | —                      | —                      | —                      | —                      | 24                     | —                      | —                      | —                      | Nobody Is Listening |
| "—" značí, že se nahrávka neumístila v hitparádách nebo v tomto území ani nebyla vydána |      |                        |                        |                        |                        |                        |                        |                        |                        |                     |

## Spolu umělec
| Název                                                                      | Rok  | Další umělec                         | Album                                         |
| -------------------------------------------------------------------------- | ---- | ------------------------------------ | --------------------------------------------- |
| "You Can't Hide / You Can't Hide from Yourself (Touch of Class GMF Remix)" | 2016 | Teddy Pendergrass, Grandmaster Flash | The Get Down                                  |
| "Un Mundo Ideal (Versión Créditos)"                                        | 2019 | Becky G nebo Aitana                  | Aladdín (Banda de Sonido Original en Español) |
| "Fire Inside"                                                              | 2022 | Yung Bleu                            | Tantra                                        |

## Videoklipy
| Název                                            | Rok                | Režiséř                  | Ref.               |
| Jako hlavní umělec                               | Jako hlavní umělec | Jako hlavní umělec       | Jako hlavní umělec |
| ------------------------------------------------ | ------------------ | ------------------------ | ------------------ |
| "Pillowtalk"                                     | 2016               | Bouha Kazmi              | [ 64 ]             |
| "It's You"                                       | 2016               | Ryan Hope                | [ 65 ]             |
| "Befour"                                         | 2016               | Ryan Hope                | [ 66 ]             |
| "Like I Would"                                   | 2016               | Director X               | [ 67 ]             |
| "I Don't Wanna Live Forever" (s Taylor Swift)    | 2017               | Grant Singer             | [ 68 ]             |
| "Still Got Time" (feat. PartyNextDoor)           | 2017               | Calmatic                 | [ 69 ] [ 70 ]      |
| "Dusk till Dawn" (feat. Sia)                     | 2017               | Marc Webb                | [ 71 ]             |
| "Let Me"                                         | 2018               | José Padilha             | [ 72 ]             |
| "Entertainer"                                    | 2018               | David M. Helman          | [ 73 ]             |
| "Sour Diesel"                                    | 2018               | Sing J. Lee              | [ 74 ]             |
| "Satisfaction"                                   | 2019               | Bouha Kazmi              | [ 75 ]             |
| "Stand Still"                                    | 2019               | —                        | [ 76 ]             |
| "A Whole New World (End Title)" (se Zhavia Ward) | 2019               | Guy Ritchie              | [ 77 ]             |
| "Un Mundo Ideal (Versión Créditos)" (s Becky G)  | 2019               | —                        | [ 78 ]             |
| "Flames" (s R3hab a Jungleboi)                   | 2020               | Frank Borin Ivanna Borin | [ 79 ]             |
| "Better"                                         | 2020               | Ryan Hope                | [ 80 ]             |
| "Vibez"                                          | 2021               | Ben Mor                  | [ 81 ]             |
| "Love Like This"                                 | 2023               | Frank Borin Ivanna Borin | [ 82 ]             |
| "Stardust"                                       | 2024               | Frank Borin Ivanna Borin | [ 83 ]             |
| Jako vedlejší umělec                             |                    |                          |                    |
| "Cruel" (Snakehips feat. Zayn)                   | 2016               | Alex Southam             | [ 84 ]             |
| "Tu Hai Kahan" (AUR feat. Zayn)                  | 2024               | Zayn                     | [ 85 ]             |